# Enlight Software
La Enlight Software è una società dedita allo sviluppo e alla distribuzione di videogiochi, fondata nel 1993 da Trevor Chan.
Il loro primo progetto è stato Capitalism, pubblicato dalla Interactive Magic nel 1995. Nel 1997 è uscito Capitalism Plus (versione aggiornata di Capitalism), e nello stesso anno il gioco in strategia in tempo reale Seven Kingdoms. In seguito, sono usciti Virtual U, Capitalism II, Wars and Warriors: Giovanna d'Arco, Seven Kingdoms II: The Fryhtan Wars, Restaurant Empire, Zoo Empire, Marine Park Empire e Restaurant Empire II.
Oltre a sviluppare giochi per conto proprio, la Enlight ha distribuito vari giochi sviluppati negli Stati Uniti, tra cui: American McGee Presents: Scrapland della Mercury Steam, TrackMania della Nadeo, e X²: La minaccia della Egosoft, ma anche Imperivm: Le guerre puniche della Haemimont Games, casa di produzione videoludica con sede a Sofia, Bulgaria. Come conseguenza per tali distribuzioni, la Enlight possiede una solida rete di pubblicazione e distribuzione nel Nord America, in Europa e in Asia.
Il loro progetto più recente è stato Capitalism Lab, una versione espansa di Capitalism II, che migliora le interfacce e l'aspetto del gioco, comprende molteplici risoluzioni dello schermo, e include nuovi contenuti tra i quali: una simulazione migliorata del mercato immobiliare, acquisti di terreni, una simulazione macroeconomica potenziata, la capacità di costruire strutture per la comunità e lo sport, competenze di classi di prodotti, interruzioni della tecnologia, nuovi prodotti e un nuovo sistema di risorse naturali.

## Videogiochi prodotti
- Capitalism (1995)
- Capitalism Plus (1996)
- Seven Kingdoms (1997)
- Seven Kingdoms II: The Fryhtan Wars (1999)
- Capitalism II (2001)
- Restaurant Empire (2003)
- Wars and Warriors: Giovanna d'Arco (2004)
- Zoo Empire (2004)
- Marine Park Empire (2005)
- Restaurant Empire II (2009)
- Capitalism Lab (2012)
- Virtual U